# Vận động (triết học Marx - Lenin)

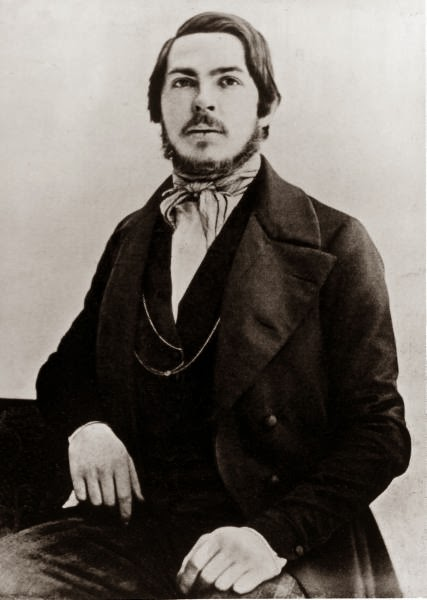
Ăng ghen, người đã phân tích và phát triển phạm trù vận động

Vận động là một phạm trù của triết học Marx-Lenin dùng để chỉ về một phương thức tồn tại của vật chất (cùng với cặp phạm trù không gian và thời gian), đó là sự thay đổi của tất cả mọi sự vật hiện tượng, mọi quá trình diễn ra trong không gian, vũ trụ từ đơn giản đến phức tạp. Theo quan điểm của triết học Mác - Lê nin thì vận động không chỉ là sự thay đổi vị trí trong không gian (hình thức vận động thấp, giản đơn của vật chất) mà theo nghĩa chung nhất, vận động là mọi sự biến đổi. Thông qua vận động, vật chất mới biểu hiện và bộc lộ bản chất của mình. 

## Tính chất và phạm vi
Theo Engels thì vận động phải được hiểu theo nghĩa chung nhất tức là một quá trình bao trùm từ sự thay đổi đơn giản đến thay đổi tư duy. 
| “        | Vận động hiểu theo nghĩa chung nhất bao gồm tất cả mọi sự thay đổi và mọi quá trình diễn ra trong vũ trụ, kể từ sự thay đổi vị trí đơn giản cho đến tư duy | ” |
| — Engels | |   |

Với tính chất là sự biến đổi nói chung, thì vận động "là thuộc tính cố hữu của vật chất" và "là phương thức tồn tại của vật chất" có nghĩa là vật chất tồn tại bằng vận động (là phương thức của vật chất). Theo Ph.Ăng-ghen thì: Vật chất mà không vận động là điều không thể quan niệm được. Vận động là sự biến đổi nói chung không phụ thuộc vào tính chất, khuynh hướng hay kết quả của nó. Vật chất chỉ có thể tồn tại bằng cách vận động và thông qua vận động mà biểu hiện, bộc lộ sự tồn tại của mình.
Trong vận động và thông qua vận động mà các dạng vật chất biểu hiện sự tồn tại của mình, khi con người nhận thức được những hình thức vận động của vật chất, qua đó nhận thức được bản thân vật chất. Vận động là sự tự thân vận động của vật chất, được tạo nên từ sự tác động lẫn nhau của chính các thành tố nội tại trong cấu trúc vật chất (là thuộc tính cố hữu của vật chất). Theo Ăng-ghen, vận động của vật chất do tác động qua lại giữa các yếu tố, các bộ phận khác nhau của bản thân sự vật, "sự tác động qua lại đó chính là sự vận động".
| “        | Quan niệm về giới tự nhiên đã được hoàn thành trên những nét cơ bản: Tất cả những gì cố định đều biến thành mây khói, và tất cả những gì người ta cho là tồn tại vĩnh cửu thì nay đã trở thành nhất thời, và người ta đã chứng minh rằng toàn bộ giới tự nhiên đều vận động theo một vòng tuần hoàn vĩnh cửu | ” |
| — Engels | |   |

## Phân loại
Dựa trên những thành tựu khoa học của thời đại lúc đang sinh sống, Engels đã phân chia vận động thành 5 hình thức cơ bản (xếp từ đơn giản đến phức tạp). Đó là:
1. Vận động cơ học (là sự di chuyển vị trí của các vật thể trong không gian).
2. Vận động vật lý (tức sự vận động của các phân tử, các hạt cơ bản, vận động điện tử, các quá trình nhiệt điện, v.v.).
3. Vận động hóa học (vận động của các nguyên tử, các quá trình hóa hợp và phân giải các chất).
4. Vận động sinh học (trao đổi chất giữa cơ thể sống và môi trường).
5. Vận động xã hội (sự thay đổi, thay thế các quá trình xã hội của các hình thái kinh tế - xã hội).

Các hình thức vận động cao xuất hiện trên cơ sở các hình thức vận động thấp, bao hàm trong nó tất cả các hình thức vận động thấp hơn. Nhưng các hình thức vận động thấp không có khả năng bao hàm các hình thức vận động ở trình độ cao hơn. Ví dụ: Trong vận động vật lý thì bao gồm vận động cơ học, trong vận động hóa học thì bao gồm vận động vật lý và trong vận động sinh học bao gồm vận động hóa học và vận động xã hội bao gồm vận động sinh học cũng như tất cả các vật động nêu trên. Tuy nhiên vận động cơ học không thể bao gồm vận động xã hội.
Các hình thức vận động nói trên khác nhau về chất. Từ vận động cơ học đến vận động xã hội là sự khác nhau về trình độ của sự vận động, những trình độ này tương ứng với trình độ của các kết cấu vật chất. và trong sự tồn tại của mình, mỗi sự vật có thể gắn liền với nhiều hình thức vận động khác nhau. Dù vậy, bản thân sự tồn tại của sự vật đó thường đặc trưng bằng một hình thức vận động cơ bản.
Chính bằng sự phân loại các hình thức vận động cơ bản, Engels đã góp phần đặt cơ sở cho sự phân loại các khoa học tương ứng với đối tượng nghiên cứu của chúng và chỉ ra cơ sở của khuynh hướng phân ngành và hợp ngành của các khoa học.

## Đứng im
Ngoài ra, quá trình vận động còn bao hàm trong nó hiện tượng đứng im. Theo quan điểm của triết học Mác - Lenin thì đứng im là một trạng thái đặc biệt của vận động đó là sự vận động trong trạng thái cân bằng, tức là những tính chất của vật chất chưa có sự biến đổi về cơ bản. Đứng im chỉ là hiện tượng tương đối và tạm thời. Theo Engels thì "mọi sự cân bằng chỉ là tương đối và tạm thời"
- Đứng im là tương đối, vì trước hết hiện tượng đứng im chỉ xảy ra trong một mối quan hệ nhất định chứ không phải trong mọi quan hệ cùng một lúc.
- Đứng im chỉ xảy ra với một hình thái vận động trong một lúc nào đó, chứ không phải với mọi hình thức vận động trong cùng một lúc.
- Đứng im chỉ biểu hiện của một trạng thái vận động, đó là vận động trong thăng bằng, trong sự ổn định tương đối, biểu hiện thành một sự vật nhất định khi nó còn là nó chưa bị phân hóa thành cái khác. Chính nhờ trạng thái ổn định đó mà sự vật thực hiện được sự chuyển hóa tiếp theo.

Đứng im còn được biểu hiện như một quá trình vận động trong phạm vi chất của sự vật còn ổn định, chưa thay đổi. Theo Engels thì "vận động riêng biệt có xu hướng chuyển thành cân bằng, vận
động toàn bộ phá hoại sự cân bằng riêng biệt"